# Ігуана-носоріг
Ігуана-носоріг (Cyclura cornuta) — представник роду Циклур з родини Ігуанових. Є 3 підвиди.

## Опис
Загальні розміри сягають 1,2 м, вага від 4,5 до 9 кг. Спостерігається статевий диморфізм — самці більше за самиць. Колір шкіри: від сірого до коричневого. Голова коротка, має тупу форму. Лапи сильні, хвіст плаский, розташований вертикально. На верхній стороні морди є три великих конусоподібних луски на кшталт рогового виросту. Звідси й походить назва цієї ігуани. З боків є шипи. Самці мають жирова подушку у вигляді шолома на потиличній частині голові. 

## Спосіб життя
Полюбляє скелясту місцевість, рідколісся, іноді сухі ліси. Швидко бігає. При небезпеці намагається втекти. Втім може добре захищатися завдяки міцним зубам, товстому хвосту. Харчується листям, пагонами, плодами рослин.
Це яйцекладна ящірка. Самці набувають статевої зрілості у 4–5 років, самиці — у 2–3. Парування відбувається з травня по червень і триває протягом 2–3 тижнів. Самки відкладають 2–34 яйця. Через 85 днів з'являються молоді ігуани. 
Місцеве населення вживає в їжу м'ясо цих тварин.

## Розповсюдження
Мешкає на о. Гаїті та розташованому поряд о. Беата.

## Підвиди
- Cyclura cornuta cornuta
- Cyclura cornuta onchiopsis
- Cyclura cornuta stejnegeri